# Hökmali
Hokmali (en azerí: Hökməli) es una localidad de Azerbaiyán, en el raión de Absherón.
Se encuentra a una altitud de 186 m sobre el nivel del mar. 

## Demografía
Según estimación 2010 contaba con 4575 habitantes.